# Isla Rita
Isla Rita (en portugués: Ilha da Rita) es el nombre de una isla continental que se encuentra situada en el océano Atlántico, en la costa sur del país sudamericano de Brasil, en la Bahía de Babitonga (Baía da Babitonga). Forma parte del Archipiélago das Graças. Administrativamente, forma parte del sureño estado de Santa Catarina y se halla cerca de la ciudad de San Francisco del Sur.
En 1918 la isla fue requisistada por la Marina de Brasil. En 1940 se construyó una pequeña base militar inaugurada por el presidente Getulio Vargas. Años más tarde fue abandonada. Además, suele llamase isla Vicente Pinto por un antiguo propietario.